# Centrale de pompage-turbinage de Tachlyts
La station de pompage-turbinage de Tachlyts est une centrale hydroélectrique et un barrage au fil de l'eau lié au réservoir éponyme, en Ukraine et à trois kilomètres de Youjnooukraïnsk. L'usine de production est prévue pour atteindre six unités de 151/216,5 MW avec une capacité totale de 906 Mw en mode turbine et 1299 Mw en mode pompage, elle utilise la force de l'eau du Boug méridional et peut remplir son réservoir en cas de surcapacité pour la stocker.